# 허우샤오셴
허우샤오셴(중국어 간체자: 侯孝贤, 정체자: 侯孝賢, 병음: Hóu Xiàoxián 허우샤오셴[*], 한자음: 후효현, 1947년 4월 8일 ~ )은 중화민국의 영화감독이다. 에드워드 양, 차이밍량, 리안과 함께 중화민국의 뉴웨이브 영화를 이끄는 대표적인 감독으로 꼽힌다. 하카계 사람으로 광둥성 메이 현에서 출생하였다. 《비정성시》 (1989)로 베네치아 국제 영화제 황금사자상, 《자객 섭은낭》 (2015)으로 2015년 칸 영화제 감독상을 수상하였다.

## 주요 작품

### 감독
- 《귀여운 여인》(1980년, 데뷔작)
- 《바람이 춤춘다》(1981년)
- 《고향의 푸른 잔디》(1983년)
- 《샌드위치 맨》(1983년)
- 《펑꾸이에서 온 소년》(1983년, 동년 3부작 중 첫 번째 작품)
- 《동동의 여름방학》(1984년)
- 《동년왕사》(1985년, 동년 3부작 중 두 번째 작품)
- 《연연풍진》(1986년, 동년 3부작 중 세 번째 작품)
- 《나일의 딸》(1987년)
- 《비정성시》(1989년, 2.28 사건을 다룬 대만 근현대사 3부작 중 첫 번째 작품)
- 《희몽인생》(1993년, 대만 근현대사 3부작 중 두 번째 작품)
- 《호남호녀》(1995년, 대만 근현대사 3부작 중 세 번째 작품)
- 《남국재견》(1996년)
- 《해상화》(1998년, 장아이링의 소설을 원작으로 한 작품)
- 《밀레니엄 맘보》(2001년)
- 《카페 뤼미에르》(2003년, 오즈 야스지로 탄생 100주년 기념작)
- 《쓰리 타임즈》(2005년)
- 《그들 각자의 영화관》
- 《빨간풍선》(2008년)
- 《자객 섭은낭》(2015년)

### 프로듀서
- 《타이페이 카페 스토리》 (2010년)

## 수상
- 1989년 《비정성시》 제46회 베니스 영화제 황금사자상
- 1993년 《희몽인생》 칸 영화제 심사위원상
- 2004년 《카페 뤼미에르》 제9회 부산국제영화제 올해의 아시아 영화인상
- 2005년 《쓰리 타임즈》 제42회 대만금마장 최고대만영화상